# Marmolada
De Marmolada (Duits: Marmolata, Ladinisch: Marmoleda) is een berg met een gletsjer in het noordoosten van Italië op de grens tussen Trentino-Zuid-Tirol en Veneto (provincie Belluno). De Marmolada heeft verschillende toppen boven de 3000 meter, waaronder de Punta Penia (3.342 m), Punta Rocca (3.309 m), Punta Ombretta (3.230 m), Gran Vernel (3.205 m), Monte Serauta (3.069 m), Pizzo Serauta (3.035 m) en de Sasso di Valfredda (3.009 m). Deze toppen zijn de hoogste bergtoppen in de Dolomieten en de Marmolada wordt daarom ook wel de koningin van de Dolomieten genoemd. De aanloop van de berg kan bereikt worden via de Fedaiapas. 

## Gletsjer
Vroeger was het mogelijk om zowel in de winter als in de zomer te skiën op de Marmolada. Door de terugtrekking van de gletsjer is skiën hier alleen nog in de winter mogelijk. Op zondag 3 juli 2022 brak als gevolg van het uitzonderlijk warme weer een groot stuk van de gletsjer af en veroorzaakte een lawine van ijs en rotsen. Hierbij kwamen in totaal 11 mensen om het leven. Verwacht wordt dat door de klimaatverandering de gletsjer tegen 2050 volledig zal zijn verdwenen.

## Eerste Wereldoorlog
Voor de Eerste Wereldoorlog liep de grens tussen Oostenrijk en Italië over deze berg. De Marmolada maakte tijdens de oorlog deel uit van de frontlinie. Zowel de Oostenrijkse als Italiaanse soldaten waren verscholen in diepe tunnels in de gletsjers en rotsen. 
In de strenge winter van 1916 viel acht tot tien meter sneeuw en op de Fedaiapas twaalf meter. Hierdoor was er een verhoogd lawinegevaar. Tijdens een lawine op 11 november 1916 kwamen er 123 Oostenrijkse soldaten om en raakten er 51 vermist. Op 13 december 1916 veroorzaakte een lawine op de Punta Penia 300 doden aan Oostenrijkse zijde.

## Eerste beklimmingen
In 1862 bereikte de Oostenrijkse alpinist Paul Grohmann en P. Pelligrini de top van de Punta Rocca. Twee jaar later, op 28 september 1864 bereikte Grohmann met Angelo en Fulgenzio Dimai via de noordkant de hoogste top van de Marmolada, de Punta Penia.